# Ничипоренко Анастасія
Анастасі́я Ничипоре́нко (* 1995) — молдавська біатлоністка українського походження.

## З життєпису
Народилась 1995 року в селі Березанка Чернігівського району. Навчалася в чернігівському СДЮШОР з лижного спорту. Тренери — Зоц Микола Миколайович, Зоц Ж. С., Паршуков В. С., Власенко С. О.
На Чемпіонаті світу з біатлону серед юніорів-2013 здобула срібну медаль естафета 3×6 км — разом з Анастасією Меркушиною і Юлією Журавок.
Переможниця Європейського молодіжного олімпійського фестивалю-2013 (Брашов) в естафеті.